# 高屋良樹
高屋良樹（1960年2月21日—），是日本漫畫家。秋田縣出身。現住千葉縣柏市。血型A型。代表作《強殖裝甲》。

## 作品
以筆名「ちみもりを」
- 冥王計劃傑歐萊馬、原名《日语：》

以筆名「高屋 良樹」
- 強殖裝甲、原名《日语：》